# Nationaal Museum van Ethiopië
Het Nationaal Museum van Ethiopië is een museum in de Ethiopische hoofdstad Addis Abeba, in de buurt van het Technologisch Instituut van de Universiteit van Addis Abeba. Het toont het historische, culturele en archeologische erfgoed van Ethiopië.
Het museum is bekend om zijn mensachtige fossielen (Australopithecus afarensis), zoals Lucy en Selam. Lucy was een volwassen vrouw die ongeveer 3,2 miljoen jaar geleden leefde. Haar geraamte is gevonden in 1974 in Noord-Ethiopië en bestaat uit meerdere botten, waaronder haar ribben, onderkaak en een deel van het bekken. Lucy is waarschijnlijk om het leven gekomen door een val uit een boom. Lucy had het bekken van een rechtop lopend dier, en was daarmee in 1974 de oudst bekende fossiele hominide die rechtop kon lopen. De botten van Selam zijn gevonden tussen 2000 en 2004.